# فرانسویل
فرانسویل (به لاتین: Franceville) یک شهر در گابن است که در Haut-Ogooué Province واقع شده‌است.

## خصوصیات
فرانسویل ۱۰۳٬۸۴۰ نفر جمعیت دارد.